# Дифтонг
Дифтонг (на старогръцки: δί-φθογγον, δί-φθογγος, от δίς (δῐ-) – „двукратно“ + φθόγγος – „глас, звук“, буквално „с два звука“ или „с два тона“), бълг. двугласна, е комбинация от две съседни гласни в една сричка. Обикновено в състава на дифтонга единия из компонентите е сричкообразуващ. Ако това е първият компонент, то такъв дифтонг се нарича низходящ, а ако това е вторият – възходящ. В ролята на несричкови компоненти най-често влизат съответствията на затворените гласни, тоест [w] и [j], както е например в английското [kaɪt] „хвърчило“ или loʊ „нисък“. Срещат се и други варианти, като например в староанглийския език е имало низходящи дифтонги [æa] и [æo]. Рядко се срещат и равновесни дифтонги, както е например в латвийския и нивх.
В писмеността често се обозначават чрез диграфи – устойчиви съчетания на две букви, които се четат еднакво в практически всички случаи. При това, произношението на тези букви не съвпада с тяхното произношение в азбуката.
Пример:
- В немския език има дифтонг -eu-. Според азбуката, „e“ обозначава звука „e“, a „u“ обозначава звука „у“, но дифтонгът се произнася като „ой“: euro (евро) се произнася като [о̀йро].

В повечето езици по света не присъстват дифтонги.

## Чешки
В чешкия език съществуват три дифтонга:
- /aʊ̯/ като в auto (почти изключително в думите от чужд произход)
- /eʊ̯/ като в euro (само в думите от чужд произход)
- /oʊ̯/ като в koule

Групите гласни ia, ie, ii, io и iu в чуждите думите не се разглеждат като дифтонги, а се произнасят като /j/ между гласни [ɪja, ɪjɛ, ɪjɪ, ɪjo, ɪju].

## Нидерландски
Дифтонги в нидерландския език:
- /ai/ като в draai
- /ei/ като в zee
- /eu/ като в sneeuw
- /iu/ като в nieuw
- /oi/ като в mooi
- /ɛi/ като в eikel, ijs
- /ʌu/ като в koude
- /œʏ/ като в huis

## Английски
Дифтонги в американския вариант на английския език:
- /aʊ/ като в house
- /aɪ/ като в kite
- /eɪ/ като в same
- /əʊ/ като в tone
- /ɔɪ/ като в join

Дифтонги в британския вариант:
- /əʊ/ като в hope
- /aʊ/ като в house
- /aɪ/ като в kite
- /eɪ/ като в same
- /ɔɪ/ като в join
- /ɪə/ като в fear
- /ɛə/ като в hair (в съвременното произношение това обикновено е дълга гласна /ɛː/)
- /ʊə/ като в poor

Дифтонги в австралийския вариант:
- /əʉ/ като в hope
- /æɔ/ като в house
- /ɑe/ като в kite
- /æɪ/ като в same
- /oɪ/ като в join
- /ɪə/ като в fear

## Арменски
Дифтонги в арменския език:
- /jɑ/ като в սենեակ (sɛnjɑk)
- /jɛ/ като в երազ (jɛɾɑz)
- /jə/ като в հայը (hɑjə)
- /ji/ като в մայիս (mɑjis)
- /jo/ като в եօթը (jotʰə)
- /ju/ като в կայուն (kɑjun)
- /aj/ като в մայր (majɾ)
- /ej/ като в թէյ (tʰej)
- /uj/ като в քոյր (kʰujɾ)

## Фарьорски
Дифтонги във фарьорския език:
- /ai/ като в bein
- /au/ като в havn
- /ɛa/ като в har, mær
- /ɛi/ като в hey
- /ɛu/ като в nevnd
- /œu/ като в nøvn
- /ʉu/ като в hús
- /ʊi/ като в mín, bý, ið
- /ɔa/ като в ráð
- /ɔi/ като в hoyra
- /ɔu/ като в sól, ovn

## Фински
Дифтонги във финския език:
- /ai/ като в laiva
- /ei/ като в keinu
- /oi/ като в poika
- /ui/ като в uida
- /yi/ като в lyijy
- /æi/ като в äiti
- /øi/ като в öisin
- /au/ като в rauha
- /eu/ като в leuto
- /iu/ като в viulu
- /ou/ като в koulu
- /ey/ като в leyhyä
- /iy/ като в siistiytyä
- /æy/ като в täysi
- /øy/ като в löytää
- /ie/ като в kieli
- /uo/ като в suo
- /yø/ като в yö

## Латвийски
В съвременния латвийски език съществуват 10 дифтонга:
- / ie / като в iela
- / uo / като в skola
- / ai / като в laiva
- / au / като в auto
- / ei / като в meita
- / eu / като в името Euģenija
- / iu / като в triumfs
- / oi / като в boikots
- / ou /
- / u / като в местоимението tev

## Естонски
Дифтонги в естонския език:
низходящи
- /ae/ като в laev
- /ai/ като в vaip
- /ao/ като в kaotus
- /au/ като в saun
- /ea/ като в eakas
- /ei/ като в leib
- /eo/ като в peoleo
- /eu/ като в neutron
- /iu/ като в kiusama
- /oa/ като в oad
- /oe/ като в poeg
- /oi/ като в koi
- /ui/ като в kuidas
- /ye/ като в püeliit
- /yi/ като в lüüa
- /yø/ като в püörröa
- /æe/ като в päev
- /æi/ като в käima
- /æo/ като в näotu
- /æu/ като в räuskama
- /øa/ като в söakus
- /øe/ като в söeke
- /øi/ като в öine
- /ɯe/ като в nõel
- /ɯi/ като в põime
- /ɯo/ като в lõoke
- /ɯu/ като в õun

възходящи
- /ɪa/ като в peatus

## Френски
Дифтонги във френския език:
- /wa/ като в roi
- /wi/ като в oui
- /ɥi/ като в huit
- /jɛ̃/ като в bien
- /jɛ/ като в Ariège
- /aj/ като в Travail
- /ej/ като в Marseille
- /œj/ като в Feuille
- /uj/ като в Grenouille

Всички тези се считат за съчетания на гласна и полугласна.

## Немски
Дифтонги в немския език:
- /aə̯/ като в Reich
- /ao̯/ като в Maus
- /ɔø̯/ като в neu, Häuser
- /eːɐ/ като в der
- /iːɐ/ като в dir
- /oːɐ/ като в Bor
- /øːɐ/ като в Fördern
- /uːɐ/ като в nur
- /yːɐ/ като в Tür

Някои дифтонги от бернския диалект на швейцарския немски:
- /iə/ като в Bier
- /yə/ като в Füess
- /uə/ като в Schue
- /ow/ като в Stou
- /aw/ като в Stau
- /aːw/ като в Staau
- /æw/ като в Wäut
- /æːw/ като в wääut
- /ʊw/ като в tschúud

## Виетнамски
Във виетнамския език се различават три дифтонга: ia (iə или iʌ), ưa (ɨə или ɨʌ), ua (uə или uʌ). Всички те са низходящи.

## Исландски
Дифтонги в исландския език:
- /aw/ като в já
- /jɛ/ като в vél
- /ow/ като в nóg
- /øɥ/ като в auga
- /aj/ като в hæ
- /ej/ като в þeir

## Норвежки
Дифтонги в норвежкия език:
- /æɪ/ като в nei
- /øʏ/ като в øy
- /æʉ/ като в sau
- /ɑɪ/ като в hai
- /ɔʏ/ като в joik

Съществува и дифтонг /ʉʏ/, но той се среща само в думата hui от израза i hui og hast „в голяма бързина“.

## Италиански
Дифтонги в италианския език:
низходящи
- /ai/ като в avrai
- /ei/ като в dei
- /ɛi/ като в direi
- /oi/ като в voi
- /ɔi/ като в poi
- /au/ като в pausa
- /eu/ като в Europa
- /ɛu/ като в feudo

възходящи
- /ja/ като в piano
- /je/ като в ateniese
- /jɛ/ като в piede
- /jo/ като в fiore
- /jɔ/ като в piove
- /ju/ като в più
- /wa/ като в guado
- /we/ като в quello
- /wɛ/ като в guerra
- /wi/ като в qui
- /wo/ като в liquore
- /wɔ/ като в nuoto

## Северносаамски
Системата дифтонги в северносаамския език е различна в различните диалекти. Диалектите на Западен Финмарк имат четири дифтонга:
- /eæ/ като в leat
- /ie/ като в giella
- /oa/ като в boahtit
- /uo/ като в vuodjat

В количествено отношение северносаамският притежава три вида дифтонга: дълги, кратки и крайноударени. Дължината на дифтонгите не се обозначава писмено.

## Португалски
Низходящите дифтонги със слаба гласна /i/ и /u/ се срещат често в португалския език. Възходящите дифтонги със слаба гласна /i/ и /u/ се срещат по-рядко и много от тях могат да бъдат квалифицирани като хиатуси (например fé-rias (като дифтонг) и fé-ri-as (като хиатус): и двата варианта са граматически допустими). Съществуват и трифтонги (например /uai/ като в Paraguai, или /iau/ като в miau). Могат да се срещат и по-дълги последователности от гласни, но те се квалифицират като проста последователност от гласни и дифтонги. Както при монофтонгите, дифтонгите се делят на две групи: орални и назални.
В португалския се различават:
орални низходящи дифтонги
- /ai/ като в pai
- /ei/ като в peito
- /ɛi/ като в papéis (бразилски)
- /oi/ като в coisa
- /ɔi/ като в mói
- /ui/ като в fui
- /au/ като в mau
- /eu/ като в seu
- /ɛu/ като в céu
- /ou/ като в roupa (в някои бразилски и северни португалски диалекти)
- /ae/ като в Caetano

орални възходящи дифтонги
- /ia/ като в férias
- /ie/ като в série
- /io/ като в sério
- /iu/ като в viu
- /ea/ като в áurea
- /eo/ като в cetáceo
- /oa/ като в nódoa
- /ua/ като в água
- /ue/ като в agüentar
- /uo/ като в quota

назални дифтонги
- /ɐ̃ĩ/ като в mãe
- /ẽĩ/ като в bem
- /õĩ/ като в põe
- /ũĩ/ като в muita
- /ɐ̃ũ/ като в são

## Румънски
В румънския език при низходящите дифтонги се срещат две полугласни, а при възходящите – четири.
низходящи
- /aj/ като в mai
- /aw/ като в dau
- /ej/ като в lei
- /ew/ като в leu
- /ij/ като в mii
- /iw/ като в fiu
- /oj/ като в goi
- /ow/ като в nou
- /uj/ като в pui
- /əj/ като в răi
- /əw/ като в rău
- /ɨj/ като в câine
- /ɨw/ като в râu

възходящи
- /e̯a/ като в stea
- /e̯o/ като в George
- /ja/ като в ziar
- /je/ като в fier
- /jo/ като в chior
- /ju/ като в iubit
- /o̯a/ като в oameni
- /wa/ като в ziua
- /wə/ като в două

## Испански
Дифтонги в испанския език:
низходящи
- /ai/ като в hay
- /ei/ като в rey
- /oi/ като в hoy
- /ui/ като в muy
- /au/ като в jaula
- /eu/ като в feudo

възходящи
- /ja/ като в comedia
- /je/ като в tierra
- /jo/ като в dio
- /ju/ като в ciudad
- /wa/ като в guante
- /we/ като в fuego
- /wi/ като в pingüino
- /wo/ като в ambiguo

## Отсъствие на дифтонги
Дифтонги, по правило, не присъстват в унгарския, японския и руския език. Поради тази причина, при заимстването на дифтонг в тези езици, той обикновено се разбива на два монофтонга или несричковата гласна се превръща в съгласна. Например, на немски: Faust в руския се превръща в двусричково „Фауст“.